# Jaroslav Borka
Jaroslav Borka (* 18. října 1952 Mariánské Lázně) je český politik, v letech 2013 až 2017 poslanec Poslanecké sněmovny PČR, v letech 2000 až 2020 zastupitel Karlovarského kraje (v letech 2008 až 2014 náměstek hejtmana), od roku 1998 zastupitel města Karlovy Vary, člen KSČM.

## Život
Po absolvování Střední všeobecně vzdělávací školy v Mariánských Lázních (maturoval v roce 1970) vystudoval obor ruský jazyk - tělesná výchova na Pedagogické fakultě v Plzni v letech 1970 až 1975 a získal titul Mgr. V rámci studia absolvoval půlroční studijní pobyt v tehdejším Sovětském svazu ve Volgogradu.
Po návratu ze základní vojenské služby (1976 až 1977) učil až do roku 1984 na Základní škole v Teplé, kam sám jako žák chodil. Následně byl až do roku 1989 zaměstnán v organizacích KSČ. V roce 1993 získal živnostenský list a začal podnikat, od roku 1995 se uvádí jako společník ve firmě VNB trade, spol. s r.o. Od roku 1996 byl také asistentem poslance.
V letech 2000 až 2009 figuroval ve statutárních orgánech Karlovarské teplárenské, a.s. (nejprve jako člen dozorčí rady a od roku 2002 jako člen představenstva). V letech 2010 až 2011 byl také členem představenstva Karlovarské krajské nemocnice, a.s.
Jaroslav Borka je ženatý (manželka Věra pracuje v květinářství jako floristka) a má dvě děti (syna Ivana a dceru Veroniku).

## Politické působení
Od roku 1990 je členem KSČM, působil jako vedoucí Okresní organizace KSČM.
Do politiky vstoupil, když byl v komunálních volbách v roce 1998 zvolen za KSČM do Zastupitelstva města Karlovy Vary. Mandát zastupitele města pak obhájil v komunálních volbách v roce 2002, v roce 2006, v roce 2010 a v roce 2014 (vždy za KSČM). V zastupitelstvu působil také jako člen Kontrolního výboru, člen Výboru pro místní rozvoj a integraci do EU a předseda Komise pro metodiku v oblasti bytové politiky a přidělování bytů.
Do vyšší politiky se dostal, když byl v krajských volbách v roce 2000 zvolen za KSČM do Zastupitelstva Karlovarského kraje. Mandát krajského zastupitele pak obhájil v krajských volbách v roce 2004, v roce 2008 a v roce 2012. Ve všech čtyřech krajských volbách byl kandidátem KSČM na hejtmana Karlovarského kraje. Této funkce se mu sice dosáhnout nepodařilo, ale v letech 2008 až 2012 byl náměstkem hejtmana pro oblast majetkoprávní a vnitřních věcí, působil jako člen Bezpečnostní rady Karlovarského kraje a v listopadu 2012 byl zvolen 1. náměstkem hejtmana pro oblasti ekonomika a vnitřní záležitosti. Funkci opustil v únoru 2014 kvůli svému zvolení poslancem. Ve volbách v roce 2016 opět obhájil za KSČM post zastupitele Karlovarského kraje. Kandidoval také ve volbách v roce 2020, ale tentokrát neuspěl.
Třikrát rovněž kandidoval za KSČM do Senátu PČR, a to v obvodu č. 1 - Karlovy Vary. Nejprve v roce 1998, kdy se ziskem 13,25 % hlasů skončil na čtvrtém místě a nepostoupil ani do druhého kola. Po druhé v roce 2004, kdy opět nepostoupil ani do druhého kola (třetí místo; 16,55 % hlasů) a po třetí v roce 2010, kdy skončil se ziskem 12,23 % hlasů na pátém místě opět v prvním kole.
Dvakrát neúspěšně kandidoval v Karlovarském kraji do Poslanecké sněmovny PČR, a to v roce 2006 a v roce 2010. Změna přišla až ve volbách do Poslanecké sněmovny PČR v roce 2013, když kandidoval na druhém místě kandidátky KSČM v Karlovarském kraji a byl zvolen poslancem. Získal totiž 1 824 preferenčních hlasů a přeskočil tak i lídra Pavla Hojdu, který se vzhledem k zisku jednoho mandátu pro KSČM v Karlovarském kraji do Sněmovny vůbec nedostal. Tato skutečnost však vyvolala roztržku v karlovarské KSČM, protože Pavel Hojda věřil, že mu Jaroslav Borka post přenechá. Ten se však rozhodl, že opustí funkci náměstka hejtmana a bude poslancem. Hojda k tomu uvedl, že Borka ještě před volbami slíbil, že do Sněmovny nevkročí. Borka to však odmítá s tím, že případné přenechání funkce slíbil jen mladšímu kolegovi Vladimíru Zimovi.
V poslanecké sněmovně jako první upozornil na problematiku hospodaření se strategickými surovinami, konkrétně na plánovanou těžbu lithia australskou společností European Metal Holding (EMH). 19. ledna 2017 poprvé interpeloval ve věci těžby lithia tehdejšího předsedu vlády Bohuslava Sobotku. Těžbou lithia se pak začal systematicky zabývat, je autorem webu, který komplexně popisuje celou kauzu lithium a stále jej aktualizuje.
Ve volbách do Poslanecké sněmovny PČR v roce 2017 byl lídrem KSČM v Karlovarském kraji. Mandát se mu však obhájit nepodařilo, strana nezískala v kraji ani jeden mandát.

### Stíhání v kauze ROP Severozápad
V červnu 2017 jej vydala Poslanecká sněmovna PČR ke stíhání Policii ČR, a to v souvislosti s kauzou dotačních podvodů v Regionálním operačním programu Severozápad.
Následně v červenci převzal od policie obvinění.
V srpnu 2017 policie obstavila jeho majetek, konkrétně byt a podíly na společných prostorách domu v obci Teplá na Chebsku, pětinový podíl na pozemku v Teplé a pozemky na Vysočině, jejichž hodnota podle cenové mapy dosahuje výše maximálně tři miliony korun.